# Marimatha furcata
Marimatha furcata là một loài bướm đêm trong họ Noctuidae.